# IC 4603
IC 4603 è una nebulosa a riflessione visibile nella parte meridionale della costellazione dell'Ofiuco, a nord della stella rossa Antares. 
Si tratta di una piccola parte della Nube di Rho Ophiuchi illuminata direttamente dalla radiazione di HD 147889, una gigante blu di classe spettrale B2III situata anteriormente rispetto alla parte più densa della nube e completamente circondata dai suoi gas. Questa stella presenta uno spettro molto arrossato, che rivela che la sua luce viene filtrata e in parte mascherata dalla nube in cui si trova immersa; la sua giovane età indica che si è originata da un processo di formazione stellare interno alla stessa Nube di Rho Ophiuchi. Le misurazioni della parallasse, che fornisce una distanza di 136 parsec (443 anni luce) dal sistema solare, ossia identico a quello della nube, fornisce un'ulteriore prova del legame fra questi due oggetti.